# بيلا ثورن
بيلا ثورن (بالإنجليزية:Bella Thorne) ممثلة وراقصة ومغنية وعارضة أزياء, ولدت في فلوريدا عام 1997 ,وهي أصغر من أربعة أطفال. أخواتها، كايلى (1992)، داني (1993)، و ريمي (1995)

## دخولها في مجال الفن
كانت بدايتها مع السينما عام 2003 في فيلم ستوك اون يو (Stuck on You) وكان لها دور مهم , ثم منذ ذلك الحين ظهرت في البرامج التلفزيونية المختلفة وسلسلة جيمي كيميل لايف ،ثم بعد ذلك قامت بعمل كثير من الافلام الهامة والمسلسلات. وظهرت في مجلة بلاي بوي في 2016 

## حياتها الخاصة
فقدت بيلا والدها عام 2007 وأعلنت وفاته في مقابلة على الهواء مباشرة على التلفزيون المحلي الأمريكي.
تعاني بيلا من عسر القراءة وقالت انها قررت أخذ دروس في المنزل، وقد تغلبت على ذلك وأصبحت تقرأ كل شيء تقع عيناها عليه , وتتحدث هي عن ذلك في كل مرة تستضاف فيها على شاشات التلفاز لتحفيز المتضررين من عسر القراءة للتغلب على ذلك.

## الأعمال
- مزيج
- راتشيت أند كلانك
- أميتيفيل: الصحوة
- جليسة الأطفال (2017)
- الفتاة 2020
- Time is up
- Game of love

## وصلات خارجية
- بيلا ثورن على موقع IMDb (الإنجليزية)
- بيلا ثورن على موقع ميتاكريتيك (الإنجليزية)
- بيلا ثورن على موقع روتن توميتوز (الإنجليزية)
- بيلا ثورن على موقع ألو سيني (الفرنسية)
- بيلا ثورن على موقع ميوزك برينز (الإنجليزية)
- بيلا ثورن على موقع تيرنر كلاسيك موفيز (الإنجليزية)
- بيلا ثورن على موقع أول موفي (الإنجليزية)
- بيلا ثورن على موقع بوكس أوفيس موجو (الإنجليزية)
- بيلا ثورن على موقع قاعدة بيانات الأفلام السويدية (السويدية)
- بيلا ثورن على موقع إن إن دي بي (الإنجليزية)